# Amazing (High and Mighty Color)
Amazing è il dodicesimo singolo degli High and Mighty Color, e il primo ad anticipare l'album Rock Pit.

## Il disco
Si discosta parecchio dai due singoli precedenti (Tadoritsuku Basho/Oxalis e Dreams) per non essere una ballata, riprendendo le sonorità J-Rock del periodo precedente.
La title track è stata usata come sigla di una serie di gare Ekiden tenutesi in Giappone, mentre il b-side Parade è stato usato come sigla per la stagione di calcio giapponese 2007-2008, e in una pubblicità della Nabisco. Originariamente il singolo doveva contenere una canzone conosciuta come Size, ma è stata rimossa per motivi sconosciuti. Il video musicale per il singolo è stato pubblicato il 28 novembre 2007. È stata pubblicata un'edizione speciale contenente anche un DVD con il video musicale di Amazing e un documentario sul tour nell'estate 2007 raccontato da ciascun membro. Il singolo raggiunse il 14º posto nel suo primo giorno di uscita nella classifica Oricon e il 30° nella prima settimana. Ha venduto 3 873 copie nella prima settimana.
Durante un'intervista rilasciata per la rivista musicale Any Music, Mākii e Yūsuke hanno dichiarato che la title track è stata scritta per ispirare coloro che sono depressi durante i mesi invernali. Mākii ha dichiarato anche che lei e Yūsuke scrissero la canzone ispirati dai disagi di un loro amico. Yūsuke ha continuato a dire che voleva avere una canzone dai toni più ottimisti dopo il loro singolo precedente, Dreams, ma che le difficoltà del suo amico gli diedero l'ispirazione necessaria per scrivere la canzone.
La title track venne successivamente inserita nella compilation BEEEEEEST.

## Lista tracce
1. Amazing (Mākii, Yūsuke, SASSY) – 3:46
2. Secret Heart (Mākii, Yūsuke, SASSY) – 3:04
3. Parade (Yūsuke) – 3:48
4. Amazing (Instrumental) (SASSY) – 3:47

## Formazione
- Mākii – voce
- Yūsuke – seconda voce
- Kazuto – chitarra solista
- MEG – chitarra ritmica
- Mai Hoshimura – tastiere
- Mackaz – basso
- SASSY – batteria